# Natalia Zabolótnaya
Natalia Alexándrovna Zabolótnaya –en ruso, Наталья Александровна Заболотная– (Salsk, URSS, 15 de agosto de 1985) es una deportista rusa que compitió en halterofilia.
Participó en dos Juegos Olímpicos de Verano, Atenas 2004 y Londres 2012, obteniendo en cada edición una medalla de plata, ambas en la categoría de 75 kg. La medalla de Londres 2012 la perdió posteriormente por dopaje.
Ganó tres medallas de plata en el Campeonato Mundial de Halterofilia entre los años 2005 y 2010, y seis medallas en el Campeonato Europeo de Halterofilia entre los años 2003 y 2011.

## Palmarés internacional
| Juegos Olímpicos   | Juegos Olímpicos            | Juegos Olímpicos | Juegos Olímpicos |
| Año                | Lugar                       | Medalla          | Categoría        |
| ------------------ | --------------------------- | ---------------- | ---------------- |
| 2004               | Atenas (Grecia)             | Medalla de plata | 75 kg            |
| 2012               | Londres (Reino Unido)       | DSC              | 75 kg            |
| Campeonato Mundial |                             |                  |                  |
| Año                | Lugar                       | Medalla          | Categoría        |
| 2005               | Doha (Catar)                | Medalla de plata | 75 kg            |
| 2007               | Chiang Mai (Tailandia)      | Medalla de plata | 75 kg            |
| 2010               | Antalya (Turquía)           | Medalla de plata | 75 kg            |
| Campeonato Europeo |                             |                  |                  |
| Año                | Lugar                       | Medalla          | Categoría        |
| 2003               | Lutraki (Grecia)            | Medalla de oro   | 75 kg            |
| 2006               | Władysławowo (Polonia)      | Medalla de oro   | 75 kg            |
| 2008               | Lignano Sabbiadoro (Italia) | Medalla de oro   | 75 kg            |
| 2009               | Bucarest (Rumania)          | Medalla de oro   | 75 kg            |
| 2010               | Minsk (Bielorrusia)         | Medalla de oro   | 75 kg            |
| 2011               | Kazán (Rusia)               | Medalla de plata | 75 kg            |